# Awer Mabil
Awer Mabil (Kakuma, 1995. szeptember 15. –) ausztrál válogatott labdarúgó, a cseh  Sparta Praha csatárja kölcsönben a spanyol Cádiz csapatától.

## Pályafutása

### Klubcsapatokban
Mabil a kenyai Kakumában született. Az ifjúsági pályafutását az ausztrál Adelaide United akadémiájánál kezdte.
2013-ban mutatkozott be az Adelaide United első osztályban szereplő felnőtt keretében. 2015-ben a dán Midtjyllandhoz igazolt. 2016 és 2022 között az Esbjerg, a portugál Paços de Ferreira és a török Kasımpaşa csapatát erősítette kölcsönben. 2022. július 1-jén négyéves szerződést kötött a spanyol első osztályban érdekelt Cádiz együttesével. Először a 2022. augusztus 14-ei, Real Sociedad ellen 1–0-ra elvesztett mérkőzés félidejében, Alberto Perea cseréjeként lépett pályára. A 2022–23-as szezon második felében a cseh Sparta Prahánál szerepelt kölcsönben.

### A válogatottban
Mabil az U20-as és az U23-as korosztályú válogatottakban is képviselte Ausztráliát.
2018-ban debütált a felnőtt válogatottban. Először 2018. október 16-án, Kuvait ellen 4–0-ás győzelemmel zárult barátságos mérkőzés 73. percében, Mathew Leckiet váltva lépett pályára és egyben megszerezte első válogatott gólját is.

## Statisztikák
2023. március 18. szerint
| Klub                           | Szezon   | Osztály          | Bajnokság | Bajnokság | Kupa  | Kupa | Nemzetközi | Nemzetközi | Összesen | Összesen |
| Klub                           | Szezon   | Osztály          | Meccs     | Gól       | Meccs | Gól  | Meccs      | Gól        | Meccs    | Gól      |
| ------------------------------ | -------- | ---------------- | --------- | --------- | ----- | ---- | ---------- | ---------- | -------- | -------- |
| Adelaide United                | 2012–13  | A-League         | 5         | 0         | 0     | 0    | —          | —          | 5        | 0        |
| Adelaide United                | 2013–14  | A-League         | 21        | 2         | 0     | 0    | —          | —          | 21       | 2        |
| Adelaide United                | 2014–15  | A-League         | 21        | 6         | 3     | 1    | —          | —          | 24       | 7        |
| Adelaide United                | Összesen | Összesen         | 47        | 8         | 3     | 1    | 0          | 0          | 50       | 9        |
| Midtjylland                    | 2015–16  | Danish Superliga | 6         | 0         | 0     | 0    | 2          | 0          | 8        | 0        |
| Midtjylland                    | 2018–19  | Danish Superliga | 30        | 6         | 4     | 0    | 5          | 0          | 39       | 6        |
| Midtjylland                    | 2019–20  | Danish Superliga | 34        | 8         | 1     | 0    | 2          | 0          | 37       | 8        |
| Midtjylland                    | 2020–21  | Danish Superliga | 29        | 1         | 5     | 0    | 10         | 2          | 44       | 3        |
| Midtjylland                    | 2021–22  | Danish Superliga | 9         | 1         | 1     | 1    | 6          | 1          | 16       | 3        |
| Midtjylland                    | Összesen | Összesen         | 108       | 16        | 11    | 1    | 25         | 3          | 144      | 20       |
| Esbjerg (kölcsönben)           | 2016–17  | Danish Superliga | 29        | 4         | 1     | 2    | —          | —          | 30       | 6        |
| Paços de Ferreira (kölcsönben) | 2017–18  | Liga Portugal    | 26        | 2         | 3     | 1    | —          | —          | 29       | 3        |
| Kasımpaşa (kölcsönben)         | 2021–22  | Süper Lig        | 11        | 2         | 0     | 0    | —          | —          | 11       | 2        |
| Cádiz                          | 2022–23  | La Liga          | 5         | 0         | 1     | 0    | —          | —          | 6        | 0        |
| Sparta Praha (kölcsönben)      | 2022–23  | 1. Liga          | 6         | 0         | 1     | 0    | —          | —          | 7        | 0        |
| Összesen                       | Összesen | Összesen         | 232       | 32        | 20    | 5    | 25         | 3          | 277      | 40       |

### A válogatottban
| Válogatott | Év       | Pályára lépés | Gól |
| ---------- | -------- | ------------- | --- |
| Ausztrália | 2018     | 4             | 2   |
| Ausztrália | 2019     | 10            | 2   |
| Ausztrália | 2021     | 9             | 2   |
| Ausztrália | 2022     | 8             | 2   |
| Ausztrália | 2023     | 1             | 1   |
| Összesen   | Összesen | 32            | 9   |

#### Góljai a válogatottban
| # | Időpont              | Helyszín                                                            | Ellenfél   | Gólok | Eredmény | Kiírás                             |
| - | -------------------- | ------------------------------------------------------------------- | ---------- | ----- | -------- | ---------------------------------- |
| 1 | 2018. október 16.    | Al-Kuvait Stadion, Kuvaitváros, Kuvait                              | Kuvait     | 4–0   | 4–0      | Barátságos mérkőzés                |
| 2 | 2018. december 30.   | Maktúm bin Raszíd Al-Maktúm Stadion, Dubaj, Egyesült Arab Emírségek | Omán       | 3–0   | 5–0      | Barátságos mérkőzés                |
| 3 | 2019. január 11.     | Raszíd Stadion, Dubaj, Egyesült Arab Emírségek                      | Palesztina | 2–0   | 3–0      | 2019-es AFC Ázsia-kupa (B csoport) |
| 4 | 2019. január 15.     | Halífa bin Zájed Stadion, El-Ajn, Egyesült Arab Emírségek           | Szíria     | 1–0   | 3–2      | 2019-es AFC Ázsia-kupa (B csoport) |
| 5 | 2021. szeptember 2.  | Halífa Nemzetközi Stadion, Doha, Katar                              | Kína       | 1–0   | 3–0      | 2022-es VB-selejtező               |
| 6 | 2021. október 7.     | Halífa Nemzetközi Stadion, Doha, Katar                              | Omán       | 1–0   | 3–1      | 2022-es VB-selejtező               |
| 7 | 2022. június 1.      | El-Dzsanúb Stadion, Al-Vakra, Katar                                 | Jordánia   | 2–1   | 2–1      | Barátságos mérkőzés                |
| 8 | 2022. szeptember 22. | Lang Park, Brisbane, Ausztrália                                     | Új-Zéland  | 1–0   | 1–0      | Barátságos mérkőzés                |
| 9 | 2023. március 24.    | Western Sydney Stadion, Sydney, Ausztrália                          | Ecuador    | 2–1   | 3–1      | Barátságos mérkőzés                |

## Sikerei, díjai
Adelaide United
- Ausztrál Kupa
  - Győztes (1): 2014

Midtjylland
- Danish Superliga
  - Bajnok (1): 2019–20

- Dán Kupa
  - Győztes (1): 2018–19